# 伯通
伯通（法語：Bethon，法語發音：[bətɔ̃]）是法国马恩省的一个市镇，位于该省西南部，属于埃佩尔奈区和塞扎讷-西南马恩省市镇公共社区，其市镇面积为15.23平方公里，2022年1月1日时人口数量为228人。
伯通是塞扎讷-西南马恩省市镇公共社区的组成部分。

## 地名
该地名“Bethon”发音为[bətɔ̃]而非[bɛtɔ̃]，《世界地名翻译大辞典》与《世界地名译名词典》将其误译作“贝通”。

## 行政
伯通的邮政编码为51260，INSEE市镇编码为51056。

## 地理

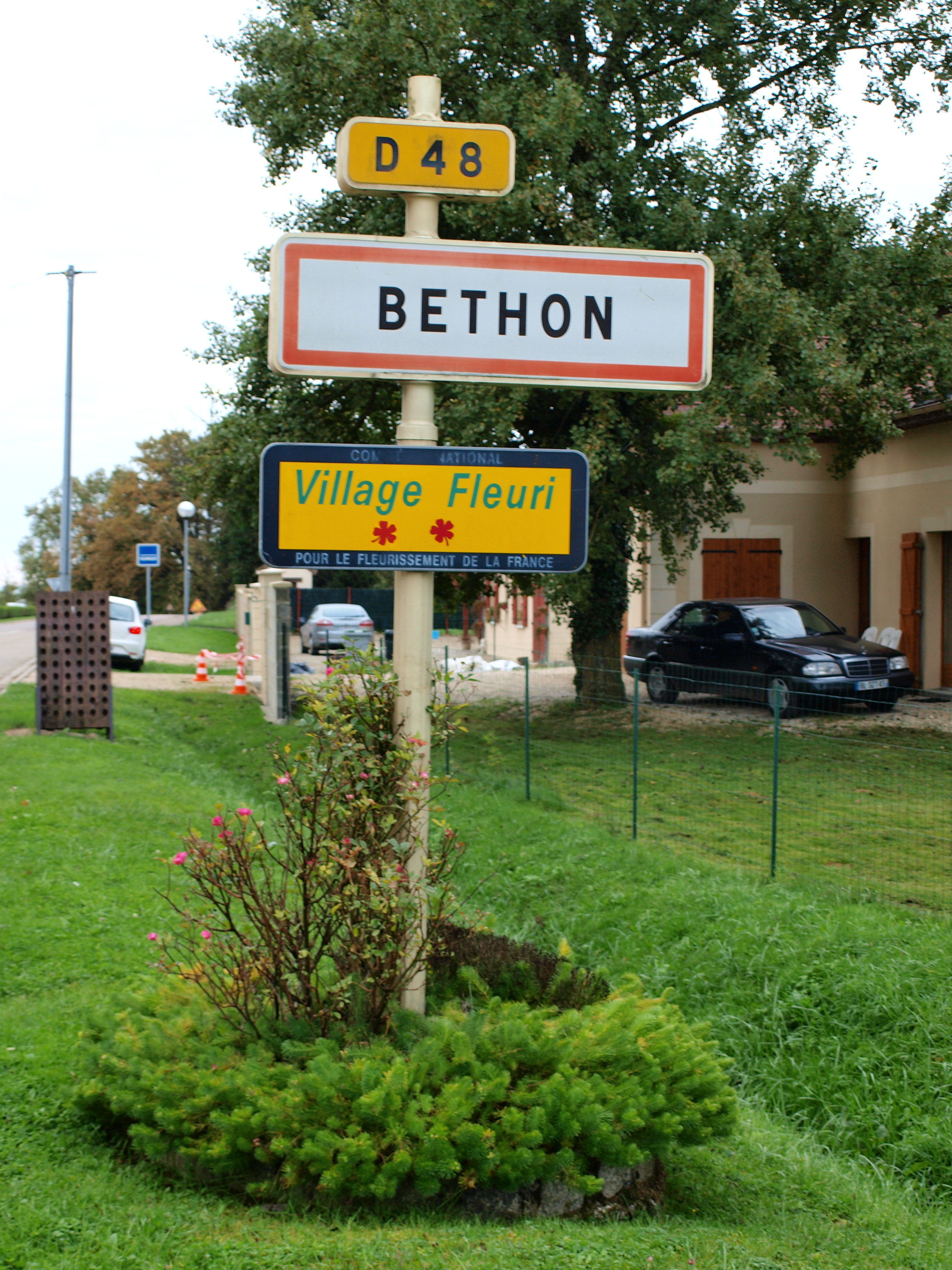
伯通入城路牌

伯通（48°36'45"N, 3°36'53"E）位于法国中北部偏东，大东部大区西部和马恩省西南部，距离省会香槟沙隆大约72公里。
与伯通接壤的市镇包括：拉福雷斯蒂耶尔、尚特梅勒、蒙热诺、内勒拉勒波斯特、波唐日。
伯通属于塞纳河流域，境内无大型天然水域。境内以浅丘为主，镇中心地势较为平坦。
按照柯本气候分类法，伯通属于温带海洋性气候，全年温差较小，降水分布均匀。

## 历史
伯通历史上长期为一普通村落，中世纪出现教堂，法国大革命后成为马恩省一个市镇。

## 交通
马恩省省道D48线和D951线在伯通镇中心交汇。

## 政治
现任伯通市长为达尼埃尔·戈梅斯·德皮尼奥先生（Daniel Gomes de Pinho）。

## 人口
| 年份   | 1936 | 1946 | 1954 | 1962 | 1968 | 1975 | 1982 | 1990 | 1999 | 2005 | 2010 | 2015 | 2018 |
| ------ | ---- | ---- | ---- | ---- | ---- | ---- | ---- | ---- | ---- | ---- | ---- | ---- | ---- |
| 人口數 | 329  | 295  | 270  | 285  | 319  | 300  | 296  | 291  | 274  | 272  | 280  | 284  | 268  |

## 社会
伯通是香槟葡萄酒产区的组成部分，境内有多处酒庄。

## 景观

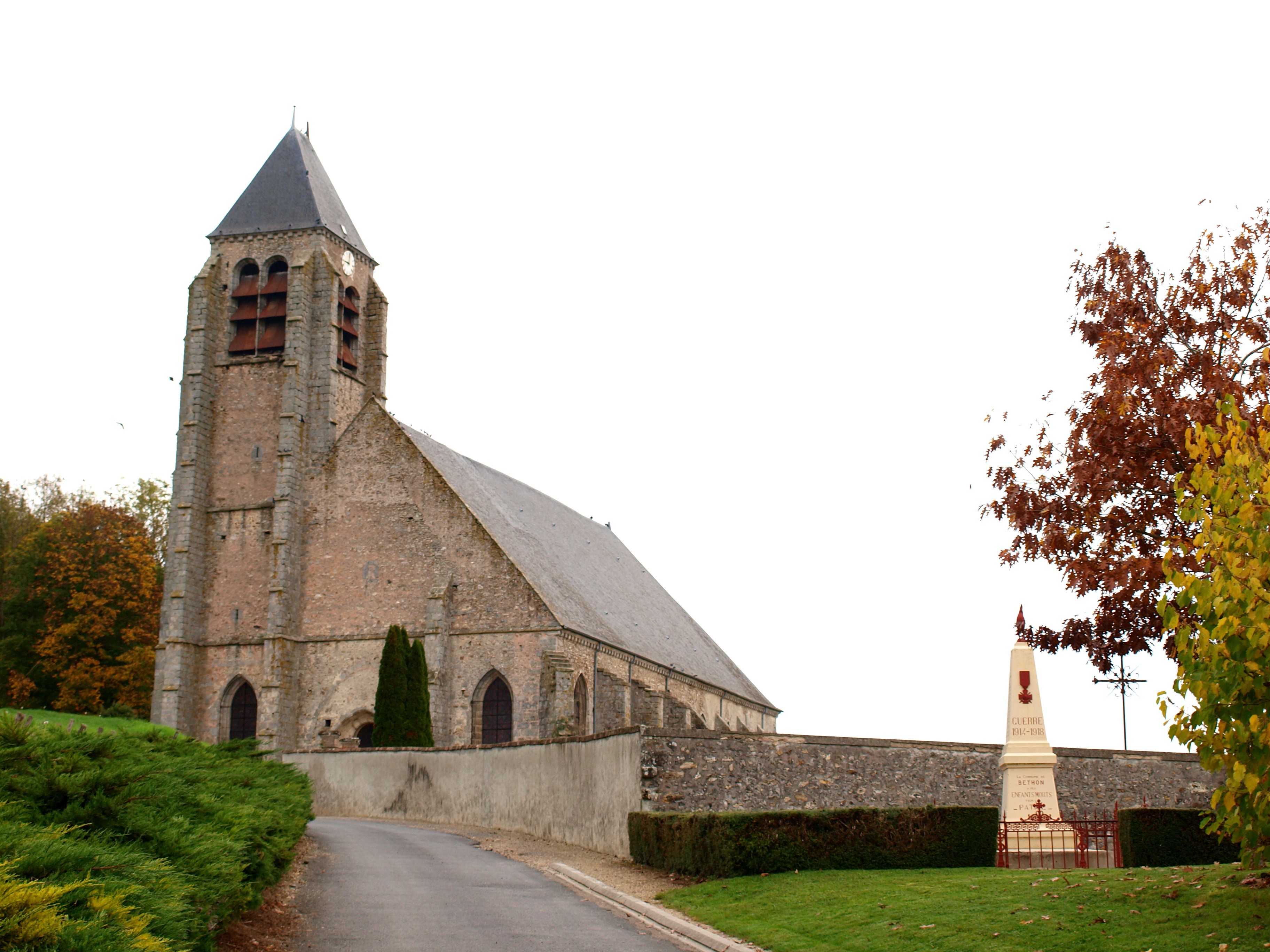
圣瑟兰教堂

位于伯通镇中心的圣瑟兰教堂是法国国家文物保护单位。